# Jerzy Olesiak
Jerzy Olesiak (ur. 1 stycznia 1930 w Nowym Sączu, zm. 26 października 2012) – polski bobsleista, olimpijczyk Zimowych Igrzysk Olimpijskich 1956.
Należał do klubu: Dunajec Nowy Sącz (1953-1957); olimpijczyk (1956), uczestnik ME, 3-krotny mistrz Polski w czwórkach (1954, 1956-1957), 3-krotny wicemistrz kraju (1951-1953), partner J. Szymańskiego, S. Ciapały i A. Habeli.
Zmarł w wieku 82 lat 26 października 2012 r.

## Wyniki
- IO (1956): czwórki – 15. miejsce
- ME juniorów (1955): dwójki – 4. miejsce